# Mons Vitruvius
Mons Vitruvius es una montaña de la Luna que se encuentra en la zona de los Montes Taurus justo al norte del Mare Tranquillitatis y al sureste del Mare Serenitatis. Este macizo montañoso se encuentra en las coordenadas selenográficas 19.4° N, 30.8° E, y el diámetro en su base es de 15 km. Posee una altura de unos 2.3 km en su cima ubicada en su sector noreste. La montaña fue denominada en referencia al cráter Vitruvius, ubicado al sursureste. El epónimo de este accidente geográfico es Marcus Vitruvius.
La misión Apolo 17 alunizó en el valle de Taurus-Littrow al norte de esta montaña. La siguiente tabla indica los nombres de varios cráteres pequeños que se encuentran en las cercanías del pico y del sitio de alunizaje.
| Cráter | Coordenadas                  | Diámetro | Origen del nombre                      |
| ------ | ---------------------------- | -------- | -------------------------------------- |
| Isis   | 18°54′N 19°00′E / 18.9, 19.0 | 1 km     | Isis (Diosa egipcia)                   |
| Jerik  | 18°30′N 27°36′E / 18.5, 27.6 | 1 km     | Nombre masculino de origen escandinavo |
| Mary   | 18°30′N 27°24′E / 18.5, 27.4 | 1 km     | Nombre femenino en inglés              |
| Robert | 19°00′N 27°24′E / 19.0, 27.4 | 1 km     | Nombre masculino en inglés             |